# Henri II (évêque de Bayeux)
Pour les articles homonymes, voir Henri II.
Henri de Pardieu est un évêque de Bayeux de la fin du XIIe siècle (1165-1205).

## Biographie
D'origine anglaise, il est chapelain d'Henri II d'Angleterre et doyen de Salisbury,.
Il est nommé évêque de Bayeux en 1165,.
En 1181, l'archevêque Rotrou de Warwick étant malade, Henry consacre l'église de l'abbaye du Valasse à sa place.
Il est présent au concile provincial de Rouen tenu par l'archevêque Gautier de Coutances vers 1183 pour rétablir la discipline ecclésiastique.
Il est nommé commissaire avec Étienne Ier de Nemours, évêque de Tournay, et Rohan, doyen de Bayeux, pour examiner le différend qui oppose l'archevêque de Tours et l'évêque de Dol.
Il meurt en 1205 à Bayeux et est inhumé dans le chœur de la cathédrale.